# Авангард-Агро
Авангард-Агро — аграрный холдинг, один из крупнейших сельхозпроизводителей в России, 7-й в списке самых крупных владельцев сельскохозяйственных земель в стране. Штаб-квартира — в Москве.
Основные направления работы «Авангард-Агро» — растениеводство и производство солода, также развивается мясо-молочное животноводство. Предприятия холдинга расположены на территории России (в Воронежской, Орловской, Курской, Белгородской, Липецкой и Тульской областях) и Германии (в регионах Северный Рейн-Вестфалия, Бремен, Швабия, Рейнланд-Пфальц).

## История
«Авангард-Агро» основан в 2004 году. Первоначальной целью было выращивание пивоваренного ячменя для компании «Русский солод», одного из крупнейших производителей солода в России. Растущие потребности в высококачественном ячмене для производства солода заставили «Авангард-Агро» расширять земельный банк высокими темпами: в 2005 году совокупная площадь сельскохозяйственных угодий составляла 35 тыс. га, в 2008 году — уже 142,5 тыс. га, 98 тыс. га из которых находились в собственности компании. К активам, находящимся в Воронежской, Курской и Орловской областях, добавились земли Белгородской и Липецкой областей, а в 2016 году – Тульской.
Холдинг входит в число лидеров рейтинга BEFL с наибольшим приростом земельного банка с 2012 по 2019 год. Парк сельскохозяйственной техники состоит из 3400 единиц. Основные выращиваемые культуры: ячмень, пшеница, подсолнечник, кукуруза, сахарная свекла, горох, соя и люпин.
В 2015 году компания «Русский солод», состоявшая из 4х солодовенных заводов — Вороновского (Львово), Орловского (Змиёвка), Кореневского (Коренево) и Острогожского (Элеваторный), была присоединена к холдингу «Авангард-Агро». С 2006 года еще одним солодовенным подразделением холдинга является «Avangard Malz», состоящий из 4х заводов, расположенных в Гельзенкирхене, Бремене, Гросайтингене и Кобленце.

## Собственник и руководство
«Авангард-Агро» принадлежит Кириллу Миновалову и входит в финансово-промышленный холдинг, ядром которого является банк Авангард, 99,7% акций которого также владеет Миновалов.
Кирилл Миновалов является председателем совета директоров «Авангард-Агро», и по его словам в интервью «Форбс», лично руководит холдингом.

## Деятельность
«Авангард-Агро» по данным на 2019 год обрабатывает 450 тысяч гектаров сельскохозяйственной земли в центральной России (на 7 месте среди крупнейших владельцев сельскохозяйственных земель в России на 2019 год) и объединяет 51 сельхозпредприятие с постоянным персоналом  4750 человек. Предприятия холдинга оснащены хлебоприемными пунктами, элеваторами и собственной семеноводческой фермой.
Ключевые направления деятельности холдинга — выращивание зерновых и технических сельскохозяйственных культур и производство солода. В состав холдинга входят четыре солодовенных завода в России производственной мощностью более 500 тыс. тонн в год и 4 завода в Германии, общей мощностью 340 000 тонн солода в год. Три из четырех заводов в Германии имеют прямой доступ к ключевым европейским водным путям и, таким образом, транспортную доступность в центральноевропейские порты Антверпен, Роттердам, Гамбург и Бремерхафен. По данным Firstkey,  в 2016 году холдинг занимал 7-е место среди крупнейших мировых производителей солода с долей производства 3,8%.
Реализация продукции «Авангард-Агро» осуществляется торговой компанией «Авангард-Агро-Трейд». Холдинг поставляет зерновую продукцию производителям как в России, так и за рубежом, в частности, в Германию, Испанию и Норвегию.
Холдинг придерживается стратегии прозрачности информации о продукции, для чего была создана собственная система сбора и анализа информации. Данные передаются в режиме онлайн и публикуются на сайте компании, где можно получить полную информацию по каждой партии зерна. Журнал «Агроинвестор» назвал «Авангард-Агро» лидером по уровню раскрытия информации о растениеводческом бизнесе на своем сайте.
Согласно финансовой отчетности холдинга, в 2018 году стоимость его активов составила около 49,5 млрд рублей. Холдинг завершил год с выручкой 17,3 млрд рублей, чистая прибыль составила 4,7 млрд рублей.

### Рейтинговые оценки
Рейтинговое агентство АКРА в 2017 присвоило году АО «Авангард-Агро» рейтинговую оценку BBB-(RU) со стабильным прогнозом. Рейтинг ежегодно подтверждался, в 2021 году был повышен до BBB(RU), подтверждён на этом уровне в 2022-2024 годах, в 2025 году был отозван.
Рейтинговое агентство «Эксперт РА» присвоило в 2015 году  АО «Авангард-Агро» рейтинговую оценку A+ (III) со стабильным прогнозом, в 2017 году рейтинг был изменён на ruA-, а затем отозван.

## Критика
Холдинг периодически обвиняют в незаконном использовании земель сельхозпоселений и коррупционных связях с главами местных администраций. Предприятия холдинга получают штрафы за неподобающее состояние сельскохозяйственных земель, административные нарушения. Также были выявлены нарушения при строительстве элеватора в поселке Золотухино Курской области.